# Jackie Santacaterina
Jacqueline Santacaterina (* 29. Dezember 1987 in Geneva, Illinois) ist eine ehemalige US-amerikanische Fußballspielerin.

## Karriere
Santacaterina begann ihre Karriere im Jahr 2009 bei der W-League-Franchise der Boston Renegades. Von 2010 bis 2012 spielte sie für die Mannschaft der Chicago Red Stars in der WPS, WPSL und WPSL Elite. Anfang 2013 wurde Santacaterina beim sogenannten Supplemental-Draft zur neugegründeten NWSL in der vierten Runde an Position 28 erneut von Chicago verpflichtet. Ihr Ligadebüt gab sie am 4. Mai 2013 gegen die Boston Breakers, als sie kurz vor Spielende für Maribel Domínguez eingewechselt wurde. Am 1. Juni 2013 erzielte sie gegen den Portland Thorns FC ihren ersten Treffer in der NWSL. Ende 2014 gab Santacaterina ihr Karriereende aufgrund langanhaltender Verletzungsprobleme bekannt.